# Pete and the Pirates
Pete and the Pirates — английская инди-рок-группа из Рединга. В состав группы входили: Томас Сандерс (вокал), Питер Хифемен (гитара и вокал), Дэвид Торп (гитара), Питер Котермул (баc-гитара) и Джонни Сандерс (ударные). Группа широко гастролирует на территории Великобритании и Европы.
Их первый полноценный альбом Little Death был выпущен 17 февраля 2008 года. В мае 2011 года группа записала второй альбом One Thousand Pictures.

## Дебют
В июне 2007 года коллектив выпустил свой дебютный сингл «Come On Feet» и выступил на радио-шоу Стивена Ламака In New Music We Trust на BBC Radio 1. Позднее сингл стал саундтреком игры UEFA Euro 2008.

## 2008—2010:Little Death
Дебютный альбом Little Death был выпущен 17 февраля 2008. NME описали альбом, как «идеальный поп без претензии». The Guardian дали альбому 3 из 5 баллов и сказали: «Эклектика альбома „Little Death“ сделала работу, различая и чувствуя несколько различных диапазонов. Независимо от того. Воображение существует, а это лирическая победа». Little Death имеет 74 место на metacritic.com
. В журнале Vice Magazine альбому дали 0 баллов из 10. Его признали «самым худшим альбомом месяца». Стьюи Меттерсон написал, что альбом с его разнообразной гитарной музыкой не звучит, и приемлем для прослушивания только самой группой.
Pete and the Pirates играла с такими группами, как Maxïmo Park и Vampire Weekend, была хедлайнером на Club NME в Лондоне (сентябрь 2008). Группа также появилась на радио-шоу BBC 6 Music, где исполнила песню «Mr. Understanding».

## 2010—2011:One Thousand Pictures
В мае 2011 года вышел второй альбом группы One Thousand Pictures. Во втором альбоме Pete & the Pirates смешивают свою безумную гитарную музыку с синтезатором. Это придаёт ей некую мелодичность. Именно эта «мелодичность» и определила их дебютную песню с нового альбома. Ей стала «Сan’t fish». Уже с первых барабанных звуков мы слышим, как изменилась музыка по сравнению с первым альбомом: она стала мягче и нежнее, однако не потеряла своего зажигательного гитарного звучания.

## Дискография

### Студийные альбомы
- Little Death (17 февраля 2008)
- One Thousand Pictures (май 2011)[7]

### Мини-альбомы
- Get Even
- Wait Stop Begin

### Синглы
- «Come On Feet» (Июнь 2007)
- «Knots» (Октябрь 2007)
- «Mr. Understanding» (Январь 2008)
- «She Doesn’t Belong To Me» (Апрель 2008)
- «Jennifer / Blood Gets Thin» (Февраль 2010)
- "Come To The Bar (Февраль 2011)
- «United» (Май 2011)

## Сольные проекты
Все члены группы в настоящее время работают над сольными проектами, включая Томаса Сандерса — Tap Tap над которым в свободное время трудятся остальные «пираты».

## Интересные факты
- Большинство поклонников в России группа приобрела благодаря рекламе Билайна[8][источник не указан 3805 дней].
- Композиция «Blood Gets Thin» используется в одной из серий популярного сериала Американская история ужасов.